# Prince Tagoe
Prince Tagoe (nascut el 9 de novembre de 1986) és un exfutbolista ghanès que jugava com a davanter. alemany.